# Darnell Bing
Pour les articles homonymes, voir Bing.
(en) Statistiques sur pro-football-reference
Darnell Bing (né le 10 septembre 1984 à Long Beach) est un joueur américain de football américain. 

## Enfance
Bing étudie à la Long Beach Polytechnic High School. Il va faire partie de la classe dorée de l'école qui vera cinq de ses joueurs dans le classement des cent meilleurs joueurs du pays avec Bing, Marcedes Lewis, Winston Justice, Manuel Wright et Hershel Dennis. Toutes ses personnes, sauf Lewis, partiront à l'université de Californie du Sud.

## Carrière

### Université
Il entre à l'université de Californie du Sud et intègre l'équipe de football américain des Trojans. Il reçoit la permission du directeur sportif de l'université Mike Garrett de porter le #20, numéro retiré que porter Garrett lors de ses années universitaires. Il va remporter deux championnats nationals avec l'USC et sera même nommé dans la liste des demi-finalistes du Jim Thorpe Award.

### Professionnel
Darnell Bing est sélectionné au quatrième tour du draft de la NFL de 2006 par les Raiders d'Oakland au 101e choix. Alors que son poste de prédilection est safety, les entraîneurs décident de l'en faire un linebacker mais ils ne verront pas le résultat du travail car il se blesse et ne joue aucun match de sa saison de rookie. La saison suivante, il retourne à son poste de safety mais il est libéré par les Raiders le 25 juillet 2007.
Le lendemain de sa libération, il intègre le camp d'entraînement des 49ers de San Francisco, participant aux matchs de pré-saison. Néanmoins, le 1er septembre 2007, il est libéré par les 49ers et rejoint l'équipe d'entraînement de cette même équipe, avec qui il passe toute la saison 2007.
Le 9 janvier 2008, les Jets de New York signe Bing mais il est libéré le 29 juillet. Le 4 août, il signe avec les Lions de Détroit après la blessure de Teddy Lehman. Detroit essaye de placer Bing comme linebacker durant la pré-saison mais il n'est pas conservé dans l'équipe active et signe en équipe d'entraînement. Le 8 décembre 2008, il est appelé en équipe active après le forfait jusqu'à la fin de saison d'Alex Lewis. Il entre au cours d'un match lors de cette saison 2008. La saison suivante, il reste dans l'équipe comme linebacker remplaçant et entre au cours de quatre matchs avant d'être libéré juste après le début de la saison 2009, le 6 octobre 2009.
Le 8 janvier 2010, il signe avec les Texans de Houston et participe au camp d'entraînement ainsi qu'aux matchs de pré-saison des Texans. Néanmoins, il signe avec l'équipe d'entraînement le 14 octobre avant d'être remercié le 18 février 2011.
Bing tente sa chance en United Football League où il intègre l'équipe des Destroyers de Virginie en 2011. La saison suivante, il signe avec les Roughriders de la Saskatchewan, équipe de la Ligue canadienne de football mais il n'est pas conservé et libéré avant le début de la saison.

## Palmarès
- Mention honorable de la conférence Pac 10 2003
- Freshman (Nouvel recrue) de la conférence Pac 10 2003 selon Sporting News
- Freshman All-American 2003 selon Sporting News
- Seconde équipe de la conférence Pac 10 2004
- Équipe de la conférence Pac 10 2004
- Équipe All-American 2005 selon l' Associated Press
- Dernier carré du Jim Thorpe Award 2005
- Quart-de-finaliste du Lott Trophy 2005
- Champion UFL 2011